# Петрашко, Игорь Ростиславович
Игорь Ростиславович Петрашко (укр. Ігор Ростиславович Петрашко; род. 6 октября 1975 года, Стрый, Львовская область) — украинский экономист, политический деятель.
Министр развития экономики, торговли и сельского хозяйства Украины с 17 марта 2020 — по 18 мая 2021 года.

## Биография
Он окончил Львовский национальный политехнический университет (специальность — бизнес-администрирование), бизнес-школу при университете Вандербильта в США. Получил квалификацию юриста во Львовском национальном университете имени Ивана Франко (2002).
Петрашко работал в американских, российских и украинских компаниях в сферах консалтинговых и инвестиционных услуг.
С 2004 по 2007 год — менеджер и партнер аудиторской компании Ernst & Young.
С 2007 по 2012 год — руководитель отдела инвестиционно-банковской деятельности и департамента корпоративного бизнеса в банковских учреждениях.
С апреля 2013 года занимал должность заместителя генерального директора украинского аграрного холдинга UkrLandFarming.
Член Национального инвестиционного совета (с 14 августа 2020).
Женат, воспитывает двух сыновей.